# جينا درير
جينا درير (بالإنجليزية: Jenna Dreyer)‏ هي غطاسة جنوب أفريقية، ولدت في 7 فبراير 1986 في بورت إليزابيث في جنوب أفريقيا.

## وصلات خارجية
- جينا درير على موقع الاتحاد الدولي للسباحة (الإنجليزية)
- جينا درير على موقع قاعدة بيانات الغوص IAT (الألمانية)
- جينا درير على موقع أوليمبيديا (الإنجليزية)